# Quận Fulton, Indiana
Quận Fulton là một quận thuộc tiểu bang Indiana, Hoa Kỳ.
Quận này được đặt tên theo Robert Fulton. Theo điều tra dân số của Cục điều tra dân số Hoa Kỳ năm 2000, quận có dân số 20.511 người. Quận lỵ đóng ở Rochester6.

## Địa lý
Theo Cục điều tra dân số Hoa Kỳ, quận có diện tích km2, trong đó có km2 là diện tích mặt nước.